# ダンゴート・グループ
ダンゴート・グループ（Dangote Group）は、ナイジェリアの企業グループ。貿易を中心に、精糖や製粉、セメント、石油、ガス、運輸、銀行業などさまざまな分野に展開するコングロマリットであり、アフリカ最大の企業グループのひとつである。2005年の収益は12億5000万ドル。1万1000人の従業員を擁する。
ダンゴート・グループは1977年、アリコ・ダンゴートが創設したアリコインターナショナル社が母体となっている。この貿易会社は成功を収め、やがてその商品の輸送や製造にも業務を拡大するようになった。現在ではベナン、トーゴ、ガーナなどの近隣国にも進出している。特に精糖や製粉などの食品加工分野やセメント製造では国内市場を支配している。
ダンゴート・グループの創業者であるアリコ・ダンゴートは2008年、ナイジェリア人として史上はじめてフォーブスの長者番付にランクインした。